# 해다람쥐속
해다람쥐속(Heliosciurus)은 다람쥐과에 속하는 설치류 속이다. 사하라 이남 아프리카에서 발견되는 6종으로 이루어져 있다. 일반명은 나무 가지 위에서 샛볕을 쬐는 습관 때문에 붙여진 이름으로 추정된다. 해다람쥐류는 콩고민주공화국에서 사람을 감염시키는 원숭이두창의 확산에 책임이 있는 것으로 알려져 있다.

## 하위 종
- 감비아해다람쥐 (H. gambianus)
- 남부해다람쥐 (H. mutabilis)
- 작은해다람쥐 (H. punctatus)
- 붉은다리해다람쥐 (H. rufobrachium)
- 루웬조리해다람쥐 (H. ruwenzorii)
- 잔지해다람쥐 (H. undulatus)